# Fabian Dörfler

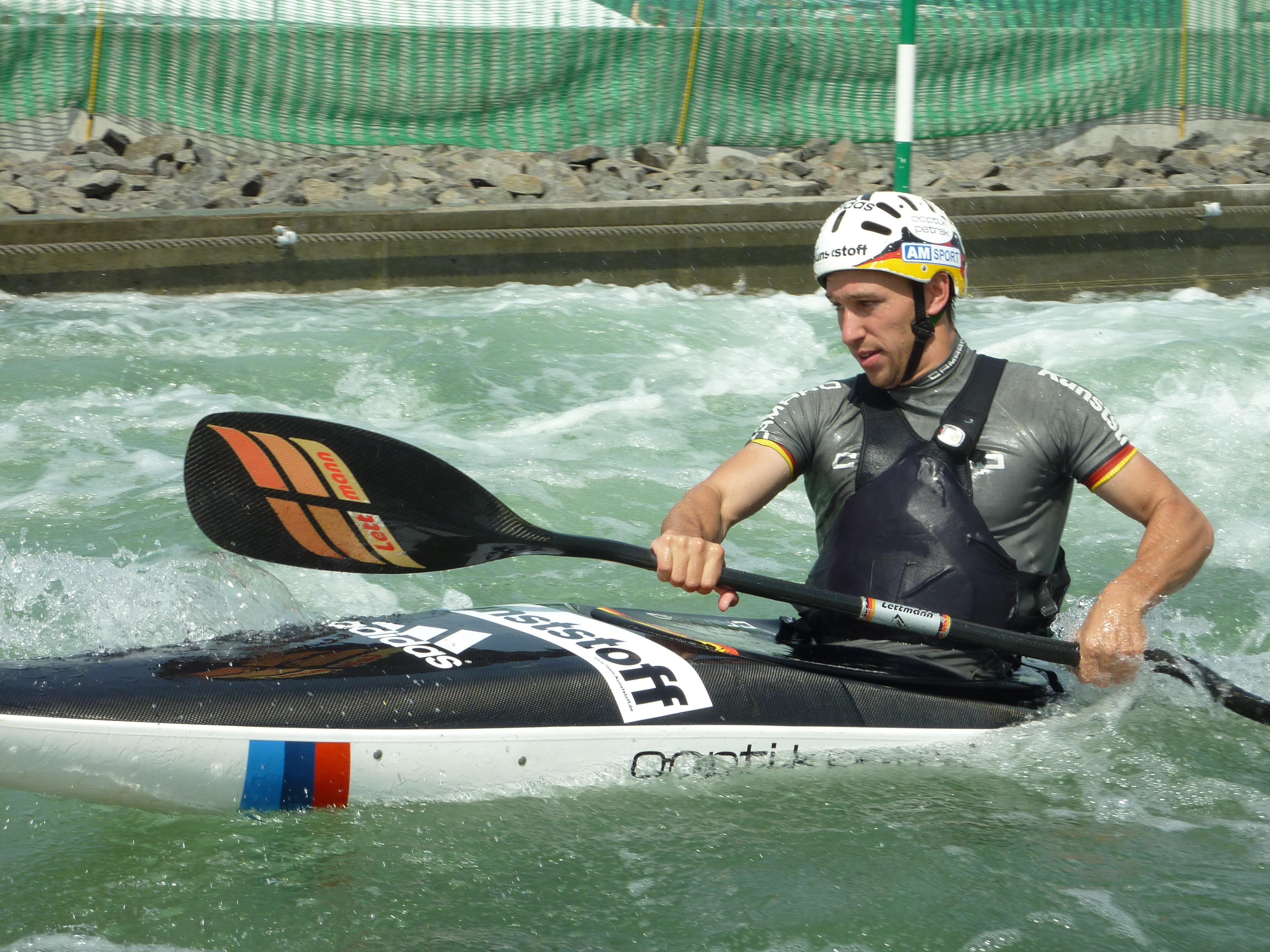
Fabian Dörfler

Fabian Dörfler, född den 8 september 1983 i Bayreuth, Tyskland, är en tysk kanotist.
Han tog VM-guld i K-1 i slalom 2010 i Tacen.